# Киносура (мыс, Марафон)
Киносура (греч. Ακρωτήριο Κυνόσουρα, др.-греч. Κυνοσούρα, лат. Kynosoura, Cynosura — «Собачий хвост»), также Маратон — мыс в Греции, южная оконечность одноимённого полуострова на восточном берегу Аттики, к востоку от Марафона. Закрывает с востока бухту Маратон залива Петалия Эгейского моря. Является отрогом холма Драконера (Λόφος Δρακονέρας, 242 м), расположенного к северу. Наивысшая точка — холм Митикас (Μύτικας) высотой 91 м над уровнем моря.
Входит в Национальный парк Схиньяс-Марафон.